# Glória (Rio de Janeiro)
Pour les articles homonymes, voir Glória.
 (juillet 2017).
Si vous disposez d'ouvrages ou d'articles de référence ou si vous connaissez des sites web de qualité traitant du thème abordé ici, merci de compléter l'article en donnant les références utiles à sa vérifiabilité et en les liant à la section « Notes et références ».
Glória est un quartier de Rio de Janeiro situé entre Catete, la plage de Flamengo, Santa Teresa et Lapa. Il doit son nom à l'église Nossa Senhora da Glória do Outeiro, une des premières églises construites au XVIIIe siècle à Rio de Janeiro.
Dans le passé, le quartier était considéré comme une sorte de Saint-Germain-des-Prés de Rio de Janeiro car les hôtels y accueillaient les députés et sénateurs fédéraux, et son architecture aurait été inspirée de l'architecture parisienne. Aujourd'hui, avec le transfert de la capitale à Brasilia, le quartier apparaît déchu de son lustre d'antan.
Outre la célèbre église, on trouve notamment dans ce quartier :
- le célèbre Hôtel Gloria[1], résidence informelle des présidents de la République et qui a autrefois accueilli Albert Einstein ;
- la Radio Globo;
- la Marina da Glória, où se déroulent les régates de Voile aux Jeux olympiques d'été de 2016 ;
- le Mémorial Getúlio Vargas (pt).

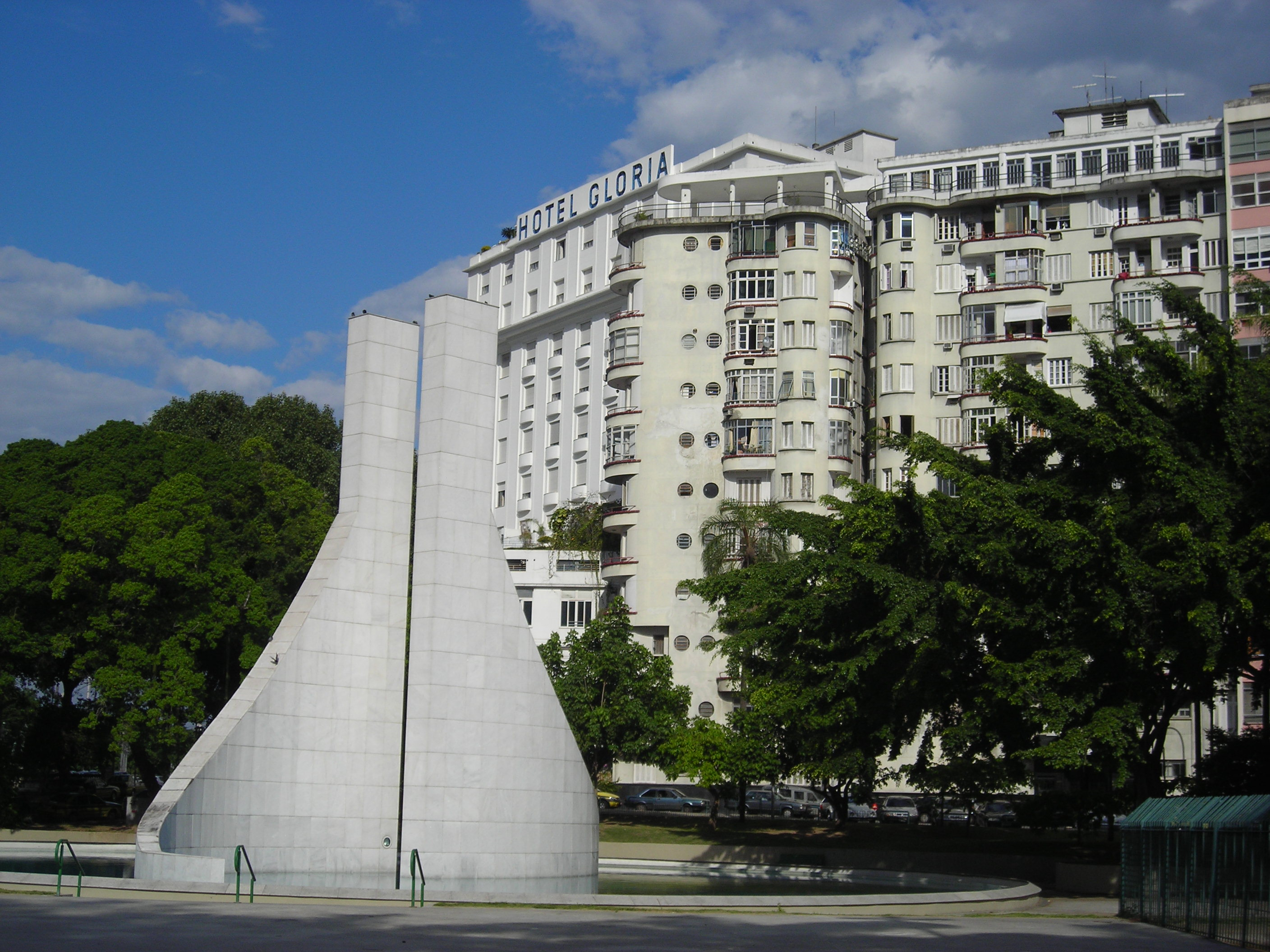
Hôtel Glória vu du Mémorial
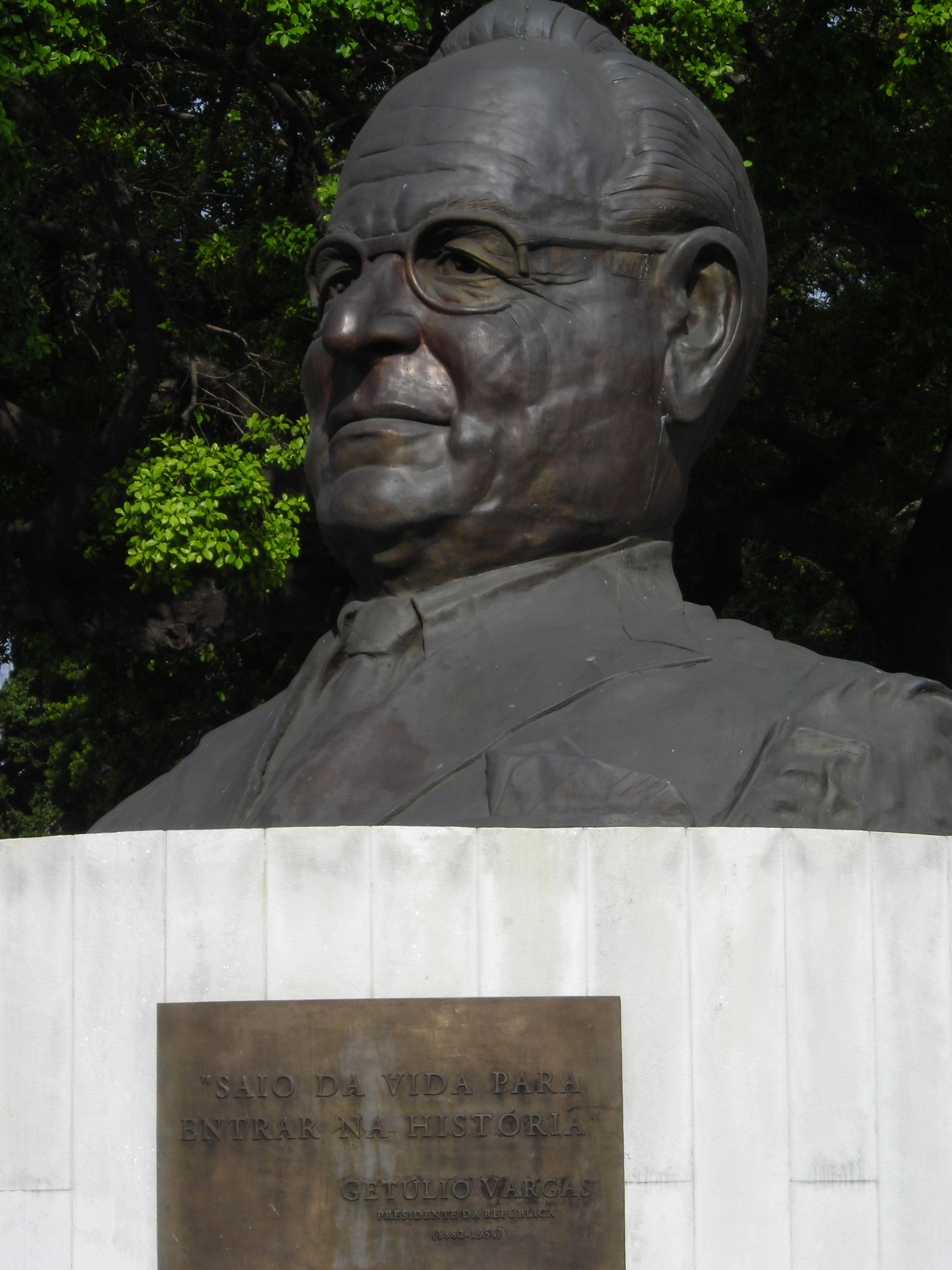
Buste du Président Vargas